# 네프치 PFK
네프치 PFK(아제르바이잔어: Neftçi Peşəkar Futbol Klubu)는 아제르바이잔의 축구 클럽으로, 바쿠를 연고지로 한다. 간단히 네프치(pronounced [nefˈtʃi])나 영어권 미디어에서는 네프치 바쿠라고 부르기도 한다. 현재 아제르바이잔 프리미어리그에 참가하고 있다.

## 선수 명단

### 현역
참고: FIFA 자격 규정에 따라 소속된 국가대표팀 국기를 표시합니다. 선수는 복수의 FIFA 비회원국 국적을 가지고 있을 수 있습니다.
| 번호 | 포지션 | 국적       | 이름          |
| ---- | ------ | ---------- | ------------- |
| 20   | MF     | 시에라리온 | 알파 콘테     |
| 44   | DF     |            | 유리 마티아스 |

| 번호 | 포지션 | 국적         | 이름      |
| ---- | ------ | ------------ | --------- |
| 99   | DF     | 코트디부아르 | 어윈 코피 |

## 역대 감독
| 감독                | 임기        |
| ------------------- | ----------- |
| 이고리 네토         | 1979        |
| 아나톨리 바니솁스키 | 1981 ~ 1983 |
| 사미르 압바소프     | 2022 ~ 2022 |
| 사미르 압바소프     | 2024 ~      |

틀:네프치 PFK
틀:네프치 PFK 감독